# Armando Trovajoli
Armando Trovajoli, anagramă a numelui Armando Trovaioli, (n. 2 septembrie 1917, Roma, Regatul Italiei – d. 28 februarie 2013, Roma, Italia) a fost un pianist, compozitor și dirijor italian.